# Čchu Šao-sun
Čchu Šao-sun (čínsky pchin-jinem Chǔ Shàosūn, znaky zjednodušené 褚少孙, tradiční 褚少孫; asi 105 př. n. l. – asi 30 př. n. l.), byl čínský učenec a historik chanského období.

## Život
Čchu Šao-sun pocházel z komandérie Jing-čchuan (současný okres Sü-čchang v provincii Che-nan). Byl vnukem Čchu Ta-tiho, ministra knížectví Liang. Získal kvalitní vzdělání, studoval zejména Letopisy jar a podzimů a Lu-š’ (verzi Knihy písní ze státu Lu) pod vedením učence Wang Š’ho. Sloužil v různých funkcích na císařském dvoře, zemřel za vlády císaře Čchenga (32–7 př. n. l.).
Studoval Zápisky historika, přičemž místy rozšiřoval text a doplňoval chybějící části, jeho doplňky jsou v zachovalé verzi uvedeny slovy „pan Čchu praví“. Významnými doplňky jsou např. biografie Žen Ana v kapitole 104 a Tung-fang Šuoa v kapitole 126. Podle komentátora ze 3. století Čang Jena jsou Čchu Šao-sunovým dílem i biografie císařů Ťinga a Wua (11. a 12. kapitola Zápisků) a kapitola o obřadech, avšak jiní historikové argumentují proti jeho tvrzení.
Přinejmenším ve 3. století byl ceněn i jako básník skládající popisné básně fu.